# San José Guayabal
San José Guayabal è un comune del dipartimento di Cuscatlán, in El Salvador.